# D'Orfeu
A d'Orfeu é uma associação cultural que iniciou a sua actividade em 1995 em Águeda com o objectivo de dinamizar actividades culturais através da música e da sua relação com todas as outras formas de expressão.
Nos primeiros anos dinamizou energicamente a formação das músicas tradicionais, rurais e urbanas, apresentando inovadores olhares sobre a tradição e organizou espólio documental.
Nos anos seguintes, depositou atenção na criação de variadíssimos eventos públicos como os festivais temáticos com a perspicácia constante de apresentar oferta cultural normalmente alternativa em Portugal.
Tem vindo a dedicar-se ao reforço e dinamização de recursos de apoio à criação e desenvolvimento artístico.
Geograficamente expandida, tanto pelas relações que foi sustentando local e internacionalmente como pela diversidade de interesses, a associação ultrapassa o seu espaço físico através de todos os seus sócios, amigos, alunos, parceiros, etc que pela sua actividade multirelacional representam uma vontade muito humana: a de questionar a cultura que temos, baralhar criativamente e voltar a dar.